# フィンガー王国
『フィンガー王国』（フィンガーおうこく）は、フィンガー5のベスト・アルバム。1999年4月21日発売。発売元はマーキュリー・ミュージックエンタテインメント株式会社、販売元はポリグラム株式会社。規格品番はPHCL-1018。

## 解説
CD帯：踊れるフィンガー5 初のオリジナル・ベスト・アルバム遂に登場!
小西康陽が監修を務めたベスト・アルバム。ディスクジャケットは水島新司（水島プロダクション）によるアートワークを起用し、ブックレットには歌詞のほか、深水円（DISCO PEOPLE PARADAISE）・パンダとササノハによるライナーノーツとシングル盤のディスコグラフィが掲載された。
ボーナス・トラックとして小西康陽によるメガミックスを収録。

## 収録曲
- 作詞者・作曲者・編曲者の名称および表記は本CDの歌詞ブックレットを参照

| #   | タイトル                                                     | 作詞             | 作曲     | 編曲                                                  | 時間    |
| --- | ------------------------------------------------------------ | ---------------- | -------- | ----------------------------------------------------- | ------- |
| 1.  | 「フィンガ-5のテーマ」                                       | 玉元光男         | 玉元一男 | 三枝伸                                                | 2分30秒 |
| 2.  | 「個人授業」                                                 | 阿久悠           | 都倉俊一 | 都倉俊一                                              | 3分1秒  |
| 3.  | 「恋のダイヤル6700」                                         | 阿久悠           | 井上忠夫 | 井上忠夫                                              | 3分0秒  |
| 4.  | 「ステッピン・ストーン（I'M NOT YOUR STEPPIN' STONE）」      | 大橋一枝（訳詞） | -        | T.Boyce - B.Hart、馬飼野康二                          | 2分28秒 |
| 5.  | 「帰ってほしいの（I WANT YOU BACK）」                        | 増永直子（訳詞） | -        | F.Perren - F.Mizell - D.Richards - B.Gordy,Jr、三枝伸 | 2分51秒 |
| 6.  | 「ハレルヤ・ディ（HALLELUJAH DAY）」                         | 片桐和子（訳詞） | -        | F.Perren - C.Yarian、三枝伸                           | 2分41秒 |
| 7.  | 「小さな経験」                                               | 片桐和子（訳詞） | -        | B.Gordy,Jr - B.West - W.Hutch - H.Davis、三枝伸       | 2分21秒 |
| 8.  | 「バンプ天国」                                               | 阿久悠           | 井上忠夫 | 井上忠夫                                              | 2分42秒 |
| 9.  | 「恋の大予言」                                               | 阿久悠           | 井上忠夫 | 井上忠夫                                              | 2分32秒 |
| 10. | 「愛のインスピレーション（Love Inspiration）」               | 三枝伸           | 三枝伸   | 三枝伸                                                | 2分41秒 |
| 11. | 「ママはセクシー」                                           | 三枝伸           | 三枝伸   | 三枝伸                                                | 3分4秒  |
| 12. | 「華麗なうわさ」                                             | 阿久悠           | 都倉俊一 | 都倉俊一                                              | 3分13秒 |
| 13. | 「シンディ思い出ありがとう」                                 | 玉元光男         | 玉元正男 | 三枝伸                                                | 3分7秒  |
| 14. | 「恋のアメリカン・フットボール」                             | 阿久悠           | 都倉俊一 | 都倉俊一                                              | 2分42秒 |
| 15. | 「学園天国」                                                 | 阿久悠           | 井上忠夫 | 井上忠夫                                              | 2分36秒 |
| 16. | 「フィンガー天国 〜readymade 5×5 mix〜」(ボーナス・トラック) | -                | -        | -                                                     | 4分50秒 |